# Yumiko Nogawa
Yumiko Nogawa (野川 由美子, Nogawa Yumiko), née le 30 août 1944 à Kyoto, est une actrice japonaise.

## Filmographie partielle
- 1964 : La Barrière de chair (肉体の門, Nikutai no mon?) de Seijun Suzuki : Maya
- 1964 : Kanchō (間諜?) de Tadashi Sawashima
- 1964 : Kunoichi ninpō (くノ一忍法?) de Sadao Nakajima
- 1965 : Histoire d'une prostituée (春婦伝, Shunpu den?) de Seijun Suzuki : Harumi
- 1965 : The Cat Gambler (賭場の牝猫, Toba no mesuneko?) de Haruyasu Noguchi : Yukiko Eguchi
- 1965 : Histoire d'Akutaro : né sous une mauvaise étoile (悪太郎伝 悪い星の下でも, Akutarō den: Warui hoshi no shita demo?) de Seijun Suzuki
- 1965 : Les Plaisirs de la chair (悦楽, Etsuraku?) de Nagisa Ōshima : Hitomi
- 1965 : Woman Gambler (賭場の牝猫 素肌の壺振り, Toba no mesuneko: Suhada no tsubofuri?) de Haruyasu Noguchi : Yukiko Eguchi
- 1966 : Carmen de Kawachi (河内カルメン, Kawachi Karumen?) de Seijun Suzuki : Tsuyuko Takeda
- 1966 : Yojōhan monogatari: Shōfu shino (四畳半物語 娼婦しの?) de Masashige Narusawa : Kimi Yoneyama
- 1966 : Revenge of the Woman Gambler (賭場の牝猫 捨身の勝負, Toba no mesuneko: Sutemi no shōbu?) de Haruyasu Noguchi : Yukiko Eguchi
- 1966 : Tenamonya Tōkaidō (てなもんや東海道?) de Shūe Matsubayashi
- 1966 : Sanbiki no mesu neko (三匹の牝猫?) de Motomu Ida
- 1966 : Ninkyō happō yabure (仁侠八方破れ?) de Motomu Ida
- 1966 : L'Or des samouraïs (冒険大活劇 黄金の盗賊, Bōken dai katsugeki: Ōgon no tōzoku?) de Tadashi Sawashima
- 1967 : Ano shisōsha o nerae (あの試走車を狙え?) de Kazuo Mori
- 1967 : Le Silencieux (ある殺し屋, Aru koroshi ya?) de Kazuo Mori
- 1967 : Tenamonya yūrei dōchū (てなもんや幽霊道中?) de Shūe Matsubayashi
- 1967 : Moero! Taiyō (燃えろ！太陽?) de Takeshi Matsumori
- 1968 : Coup de chance devant la gare (喜劇 駅前開運, Kigeki: Ekimae kaiun?) de Shirō Toyoda
- 1968 : Kawachi fūten zoku (河内フーテン族?) de Yasuki Chiba : Ofuji
- 1968 : Arashi no hatashijō (嵐の果し状?) d'Akinori Matsuo
- 1968 : La Légende de Zatoïchi : Le Défi (座頭市果し状, Zatōichi hatashijō?) de Kimiyoshi Yasuda : Okyo Kawanaga
- 1969 : Yoru no mesu: Hana to chō (夜の牝 花と蝶?) de Katsumi Nishikawa
- 1969 : Daimon: Otoko de shinitai (代紋 男で死にたい?) d'Akinori Matsuo
- 1969 : Yoru no mesu: Toshiue no onna (夜の牝 年上の女?) de Katsumi Nishikawa
- 1969 : Yoru no nettaigyo (夜の熱帯魚?) d'Umetsugu Inoue
- 1969 : Daimon: Jigoku no sakazuki (代紋 地獄の盃?) d'Akinori Matsuo
- 1969 : Shōkin kasegi (賞金稼ぎ?) de Shigehiro Ozawa
- 1969 : Shinsen gumi (新選組?) de Tadashi Sawashima
- 1969 : Kenka bakuto: Jigoku no hanamichi (喧嘩博徒 地獄の花道?) d'Akinori Matsuo
- 1970 : Abuku zeni (あぶく銭?) de Kazuo Mori
- 1971 : Kantō tekiya ikka: Goromen himatsuri (関東テキヤ一家 喧嘩火祭り?) de Norifumi Suzuki
- 1971 : Nihon yakuza-den : Sōchiyō e no michi (日本やくざ伝 総長への道?) de Masahiro Makino
- 1971 : Onna no hanamichi (女の花道?) de Tadashi Sawashima
- 1972 : Kigeki: Kaidan ryokō (喜劇 怪談旅行?) de Masaharu Segawa
- 1974 : Combat sans code d'honneur 5 : La Partie finale (仁義なき戦い 完結篇, Jingi naki tatakai: Kanketsu-hen?) de Kinji Fukasaku
- 1977 : Hokuriku Proxy War (北陸代理戦争, Hokuriku dairi sensō?) de Kinji Fukasaku
- 1978 : Okinawa jū-nen sensō (沖縄１０年戦争?) d'Akinori Matsuo
- 1983 : Okinawan Boys (オキナワの少年, Okinawa no shōnen?) de Taku Shinjō
- 1985 : Sombre crépuscule (花いちもんめ, Hana ichimonme?) de Shun'ya Itō : Nobue Kaneko
- 1990 : Ruten no umi (流転の海?) de Buichi Saitō
- 1999 : La Maison des geishas (おもちゃ, Omocha?) de Kinji Fukasaku : Michiko
- 2002 : La mer regarde (海は見ていた, Umi wa miteita?) de Kei Kumai : Omine
- 2003 : Haha no iru basho (母のいる場所?) de Tazuko Makitsubo (ja)
- 2016 : Umi suzume (海すずめ?) de Ken'ichi Ōmori (ja)